# Melita (antično mesto)
Melita (starogrško Μελίτη, latinizirano: Melite) je bilo staro mesto, kjer sta zdaj Mdina in Rabat na Malti. Naselje je nastalo v bronasti dobi, ki se je razvilo v mesto, imenovano Maleth pod Feničani in postalo upravno središče otoka. Mesto je pripadlo Rimski republiki leta 218 pr. n. št. in je ostalo del rimskega in nato bizantinskega cesarstva do leta 870, ko so ga zajeli in uničili Aglabidi. Mesto je bilo nato obnovljeno in preimenovano v Medino, kar je dalo sedanje ime Mdina. Do leta 1530 je bilo glavno mesto Malte.
Preživeli so le nekateri ostanki punsko-rimskega mesta. Najpomembnejše so ruševine rimske hiše Domus Romana, v kateri so našli številne dobro ohranjene mozaike in kipe. Odkopani so redki preostali deli in deli mestnega obzidja, vendar ostanki številnih mestnih templjev, cerkva in drugih javnih stavb niso ohranjeni.

## Punsko-rimska vladavina
Melita je bila na strateško pomembni visoki planoti v severnem delu Malte. Mesto je bilo naseljeno že od prazgodovine, v bronasti dobi pa je bilo pribežališče, saj je bilo naravno zaščiteno. Feničani so kmalu po kolonizaciji otoka v 8. stoletju pred našim štetjem ustanovili mesto Maleth.  V Rabatu so na območju, ki naj bi bilo zunaj obzidja Maleth, našli številne punske grobnice. 
Rimska vlada na Malti je bila ustanovljena v zgodnjem obdobju druge punske vojne. Rimski konzul Tiberij Sempronij Longo je leta 218 pr. n. št. plul s svojo floto s Sicilije v Melito in kartažanski poveljnik Hamiklar se je predal, ne da bi se zelo upiral. Otok je bil nato priključen rimski provinci Siciliji, Maleth pa je postal Melita. Mesto je postalo zatočišče, daleč od rimske politike. 
Med zgodnjo rimsko zasedbo je imelo mesto Melita status foederata civitas podobno kot  druga mesta na Siciliji, kot sta Messana (sodobno Messina) in Tauromenium (sodobno Taormina). Prebivalci so bili upoštevani kot zavezniki (socii) (avtonomna plemena in mestne države na italijanskem polotoku v trajnem vojaškem zavezništvu z rimsko republiko do vojne 91–88 pr. n. št. V tem sporu so vsi rimski zavezniki dobili rimsko državljanstvo, njihova ozemlja pa so bila  vključena v rimsko državo, in ne kot premagancev, zato so ohranili svoje zakone in imeli pravico kovati svoje kovance. Čeprav sta bila uvedena latinski jezik in rimska vera, sta na Malti preživela punska kultura in jezik vsaj do 1. stoletja. Sčasoma je Melita dobila status municipija, ki so mu bile dodeljene enake pravice kot drugim rimskim mestom. 
Po Apostolskih delih je apostola Pavla v 60. letu n. št., ko je doživel brodolom in pristal na Malti, pozdravil Publij, guverner Melite in Pavel je ozdravil njegovega očeta. [28: 1–10]. Prebivalci Melite so se spreobrnili v krščanstvo, Publij pa je postal prvi škof Malte in potem škof v Atenah, umrl je leta 112. 
Malo je znano o lokaciji mesta, saj je preživelo le nekaj ostankov. Obkroženo je bilo z debelim obzidjem in jarki, številnimi pokopališči, ki so bila zunaj obzidja. Stolnica v Mdini je bila zgrajena na kraju guvernerjeve palače, kjer je sveti Pavel ozdravil Publijevega očeta. V mestu so imeli gledališče, v bližini je stal Apolonov tempelj. Tempelj je imel tetrastilni portik in zid, ki je bil del njegovega podija, še vedno je pod današnjo ulico Villegaignon. 
Prozerpinin tempelj je stal na hribu pri Mtarfi, zunaj obzidja Melite. Od njega je ostal le del marmornega stebra in del punskega venca. Njegov obstoj je znan iz hrestomatičnega napisa, ki je bil odkrit leta 1613. Kaže, da je bil tempelj obnovljen med Avgustovo vladavino.  Zdaj na tem kraju stoji kip svetega Nikolaja.

## Bizantinska oblast in uničenje
Malteški otoki so bili vključeni v bizantinsko provinco Sicilijo do 535. Melita je ostala upravno središče otoka, vendar je malo znano o bizantinskem obdobju v mestu. Morda so zgradili dodatno zaščito, ki je mesto zmanjšala do velikosti sedanje Mdine, tretjine velikosti punsko-rimskega mesta. Zaščita je bila verjetno zgrajena okoli 8. stoletja, da bi preprečila naraščajočo muslimansko grožnjo, čeprav so jo morda kasneje zgradili Arabci po 11. stoletju. Ne glede na to, kdaj je bila zgrajena zaščita, je bilo novo obzidje najverjetneje zgrajeno iz kamnov porušenih zgradb starodavnega mesta. 
Melito so zajeli in uničili Aglabidi leta 870. Po Al Himjariju je bilo mesto uničeno v obdobju, ko je vladal bizantinski guverner Amros (verjetno Ambrozij). Trajanje obleganja ni znano, vendar je trajalo nekaj tednov ali morda nekaj mesecev. Vojsko Aglabidov je vodil inženir Halaf Al Hādim, ki je v boju izgubil življenje. Nov vali Savāda Ibn Mohamed je bil poslan s Sicilije, da bi nadaljeval obleganje. Melita je padla, prebivalce so pobili, mesto uničili in cerkve oropali. Marmor iz melitske cerkve je bil uporabljen za graditev gradu v kraju Sousse v sodobni Tuniziji. 
Po podatkih Al Himjarīja je otok ostal skoraj nenaseljen, dokler ga muslimanska skupnost in njihovi sužnji niso okrog leta 1048 ali 1049 obnovili, zgradili naselje Medina, kjer je bila Melita, ki naj bi bilo "boljše mesto, kot je bilo prej". Bizantinci so poskušali ponovno prevzeti mesto okoli 1053 in 1054, vendar so jih branilci pregnali. Po arheoloških dokazih je bilo mesto že v začetku 11. stoletja uspešno muslimansko naselje, zato bi bil Al Himjarījev zapis v tem pogledu nezanesljiv.
Mesto Medina, pozneje imenovano Mdina v malteščini, je ostalo glavno mesto Malte vse srednjeveško obdobje do leta 1530, ko so v Birguju ustanovili red svetega Janeza. Mesto je bilo pozneje znano kot Città Vecchia (staro mesto) ali Città Notabile (aristokratsko mesto). V stoletjih je bilo obsežno obnovljeno, zadnji večji gradbeni projekt je bil leta 1720, ko so bile nadgrajene utrdbe in zgrajene številne javne stavbe. 

## Ostanki
Po opisih Giovannija Francesca Abela je bilo sredi 17. stoletja mnogo arhitekturnih delov iz Melite še vedno vidnih. Od poznega 17. do 19. stoletja so bili nekateri marmorni stebri in drugi ostanki iz Apolonovega in Prozerpinega templja in drugih zgradb iz Melite odvzeti in vgrajeni kot dekorativni elementi v različne hiše in cerkve, med njimi stolnico svetega Pavla v Mdini, jamo svetega Pavla v Rabatu in frančiškansko cerkev svete Marije, cerkev Svetih duš, Auberge d'Italie (Italijansko gostišče) in palačo Castellania v Valletti.
Od Melite je ostalo zelo malo, nobena pomembna ruševina mestnih templjev, bazilik ali triumfalnih lokov ni ohranjena. Najobsežnejši ostanek je Domus Romana, mestna hiša iz 1. stoletja pred našim štetjem, ki je bila opuščena v 2. stoletju. Na njenih ruševinah je v 11. stoletju nastalo islamsko pokopališče, mesto pa je bilo naključno odkrito leta 1881. Dodatna izkopavanja so razkrila temelje hiše z dobro ohranjenimi mozaiki in kipi. Ostanki hiše so odprti za javnost kot muzej, za katerega skrbi Heritage Malta. 
Ostanki mestnih vrat ali stolpa v obzidju Melite so bili odkriti v Saqqajji v današnjem Rabatu, približno 5 m pod trenutnim nivojem ulice. Pod sedanjo ulico svete Rite in cerkvijo svetega Pavla so ohranjeni deli 700 m dolgega jarka. Spodnji temelji nekaterih punsko-rimskih zidov, ki so sestavljeni iz treh vrst rustikalno obdelanega kamna, so bili odkriti leta 2010 med izkopavanji v bližini kurtine Magazine v zahodnem delu Mdine. Edini ostanki starodavnih zidov so punsko-rimski zidani bloki, ki so bili ponovno uporabljeni v srednjeveškem obdobju. To so zid okoli Grških vrat in nekaj kamnov, ki so jih odkrili pri izkopavanjih na ulici Inguanez in palači Xara. 
Pod Castellettijevo palačo v Rabatu so odkrili odseke rimske ceste, cisterne, kanale in druge arheološke ostanke. Našli so tudi nekaj napisov, kapitelov in drugih arhitekturnih ostankov iz starodavne Melite, ki jih hranijo v muzeju Domus Romana in stolničnem muzeju v Mdini ali v zasebnih zbirkah. Deli tal Apolonovega templja so bili odkrili leta 2002. Ostanke drugih starodavnih zgradb ter keramiko, kovance ali druge artefakte iz bronaste dobe ali punsko-rimskega obdobja še vedno občasno odkrivajo pri izkopavanjih ali med gradbenimi projekti v Mdini ali Rabatu. 
V Rabatu so našli tudi majhen kip egiptovske boginje Izide in rogoznico.
V Rabatu so številne katakombe skupaj s punskimi in rimskimi grobnicami, ki so bile prvotno tik pred obzidjem Melite.

## Zapuščina
Mesto Melita je dalo ime glavnemu otoku Malti in pozneje celotni državi.

## Druga literatura
- A Decorative Marble Slab Discovered Lately at Notabile
- A Greek Inscription found in Malta
- Many ancient remains lie underneath old Roman parts of Rabat
- The four curiosities of Rabat
- The mosaic pavements in the Museum of Roman Antiquities at Rabat, Malta
- Traces of Bronze Age settlement unearthed in Rabat
- Medieval period remains of walls and a round tower
- Roman wall and Arab period remains at Santa Margerita Cemetery
- Roman wall and ditch discovered; melite was about 1.5 kilometres squared
- Byzantine aqueduct